# Let It Go (piosenka Disneya)
Let It Go – utwór napisany przez Kristen Anderson-Lopez i Roberta Lopeza na potrzeby ścieżki dźwiękowej do filmu Kraina lodu z 2013. Piosenkę w oryginale wykonała Idina Menzel, użyczająca głosu Elsie. Piosenka została również nagrana w wersji promocyjnej, a jego wykonawczynią została Demi Lovato. Singlowa wersja w wykonaniu Idiny Menzel została wydana na początku 2014.
Utwór został wyróżniony Nagrodą Akademii Filmowej za „najlepszą piosenkę oryginalną”, Nagrodą Grammy w kategorii „najlepsza piosenka napisana specjalnie dla formy wizualnej” i nagrodą Critics’ Choice w kategorii „najlepsza piosenka”. Był również nominowany do Złotych Globów jako „najlepsza piosenka”.
W polskiej wersji językowej filmu utwór pod tytułem „Mam tę moc” wykonuje Katarzyna Łaska. 